# Jennifer Vander Elst
Pour les articles homonymes, voir Vanderelst.

a Compétitions nationales et continentales officielles uniquement.

Dernière mise à jour le 15 juin 2023.
Jennifer Vander Elst, née le 27 janvier 2001, est une joueuse française de rugby à XV évoluant au poste de deuxième ligne.
Avec son club du Stade bordelais, elle est triple championne de France (2023, 2024 et 2025).

## Biographie
Jennifer Vander Elst naît le 27 janvier 2001. Elle commence à jouer au rugby en 2016 au sein du Stade bordelais, d’abord en cadette ; elle est restée depuis fidèle à ce club.
Elle fait ainsi partie de l'équipe qui remporte le championnat de France Élite 1 2022-2023, elle participe notamment à la finale victorieuse des Lionnes contre le club de Blagnac rugby féminin le 10 juin 2023, qui clôt une saison de douze victoires en treize matchs. En 2024 elle contribue à la reconquête du titre par le Stade bordelais après avoir participé onze des treize rencontres du championnat 2023-2024, dont les trois matchs de la phase finale,. Exploit renouvelé l'année suivante, où le Stade bordelais remporte à nouveau le Championnat de France.

## Palmarès

### En club
- Vainqueur du Championnat de France en 2023, 2024 et 2025